# Ян Гендрік Шен
Ян Гендрік Шен (Шьон, нім. Jan Hendrik Schön, *1970) — німецький фізик, що за відносно короткий час (за мірками наукового світу) набув світової слави після серії проривних відкриттів. Згодом було показано, що більшість з цих відкриттів — підроблені. Перед розкриттям наукового шахрайства Шена, він отримав премію Отто-Клунг-Вебербанку з фізики в 2001 році, в цьому ж році також премію Брауншвайга та премію видатних молодих дослідників спілки Materials Research Society в 2002 році. Надання останньої премії було згодом скасоване, як і PhD ступінь, та членство в Deutsche Forschungsgemeinschaft (DFG, Німецька Спілка Дослідників) із забороною голосувати та отримувати фінансування від цієї організації.
Скандал Шена, як його охрестили в ЗМІ, спровокував широке обговорення в науковому середовищі щодо ступеня відповідальності співавторів та рецензентів в наукових статтях. Обговорення точиться здебільшого навколо теми рецензування, що традиційно була розроблено для виявлення помилок та визначення відповідності та оригінальності статей, а саме чи повинно вимагатися від рецензентів відтепер перевірка та виявлення навмисного обману.

## Стрімкий шлях до визнання
Науковий шлях Шен розпочав в університеті Констанц, де він отримав Ph.D. ступінь в 1997 році. В кінці цього ж року він зайняв позицію в Bell Labs. Галузями дослідження Шена були фізика конденсованих середовищ та нанотехнологія.
У 2001 році Шен потрапив у список авторів, що публікують в середньому одну наукову статтю через кожних 8 днів. В цьому ж році він заявив (опублікувавши статтю в журналі Nature), що йому вдалося виготовити транзистор на молекулярному рівні. Шен стверджував, що він використав тонкий шар молекул органічного барвника для збірки електричного кола. Далі Шен писав, що коли діяти на це коло електричним струмом, воно поводилося як транзистор. Результати, які обіцяла ця робота Шена були надзвичайно важливими для розвитку науки та техніки, оскільки вона, фактично, означала початок переходу від сучасної електроніки, що базується на кремнії («кремнієва електроніка»), до органічної електроніки.
Псевдо «відкриття» Шена відкривало одну з принципових можливостей продовжити дію закону Мура, оскільки транзистори Шена дозволяли в перспективі створювати ще менші чипи, аніж можна створити на основі кремнію. Ще однією перевагою органічної електроніки є набагато менші затрати на її виготовлення в порівнянні з кремнієвою електронікою.

## Відкликанні наукові публікації
З опублікованих Шеном всього близько 90 наукових статей, більшість з них була опублікована в провідних наукових журналах. Так, журнал Science відкликав 8 його статей (опублікованих впродовж всього-навсього двох років, з 2000 по 2001), журнал Nature відкликав 7 статей (опублікованих в період з 1999 по 2001 роки) та журнал Physical Review B — 5 статей (1998 — 2001) (див. список статей (англ.)).